# Molnár József (geológusmérnök)
Molnár József (Balatonakali, 1918. július 8. – Budapest, 2008. március 10.) geológusmérnök.

## Munkássága
1952-ben a Magyar Állami Földtani Intézet kutatási programja keretében Eger területén elsődleges mangánércet, mangánkarbonátot mutatott ki, majd Demjénben jelentős kőolajelőfordulást talált, ami az ország hasonló lelőhelyei közül a hatodik helyet foglalja el. 1956-ban kezdődött ott az olajkitermelés, ami a 21. század elején is folytatódik.
1953-ban a Keszthelyi-fennsíkon végzett rézkutatást.
1956-57-ben Zengővárkonyban folytatott vasérckutatást. Az 1960-as években a Bükkben és a Tokjai hegységben végzett földtani térképezést és dolomitkutatást.
1966-68 között a kubai földkutatási munkálatokat segítette. 1974-ben Cipruson végzett rézkutatást. 1968-78 között számos külföldi konferencián vett részt, szakmai delegációkat vezetett Afrikába, Dél-Amerikába, a Közel-Keletre és európai országokba.

## Művei
1965-ben jelent meg szerkesztésében a távlati földtani kutatás 10 évéről az első kötet. 1979––2003 között évente beszámolt a magyar földtani kutatás eredményeiről a Mining Annual Review szaklapban.
A földtani szakma nyomtatásban csaknem 160, kéziratban körülbelül 200 munkáját tartja nyilván.
1981-ben jelent meg szerkesztésében – felesége, dr. Dobos Irma geológus társszerzőségével – a Földtani Közlöny Regiszter kötete.